# کومیکو اوهبا
کومیکو اوهبا (انگلیسی: Kumiko Ōba؛ زادهٔ ۶ ژانویهٔ ۱۹۶۰) بازیگر، خوانندگی، psychological counselor اهل ژاپن است.